# Белопаланачки буџак
Белопаланачки буџак је гeографска област која се налази југоисточно од Сврљишке котлине у северозападном делу Белопаланачке котлине. Ово селективно тектонско-крашко поље се простире између преседлине Бабине главе и Пандирала, у дужину око 10 km и ширину од 2,5 до 4 km.

## Положај
Белопаланачки буџак се налази у североисточном делу Белопаланачке котлине. Са севераи запада граничи се са Срљишком котлином а са истока Ђурђевпољском котлином. Средишњи део областу удаљен који се налази на око 750 m надмореске висине удаљен је 18 km североисточно од Беле Паланке и 26 km југоисточно од Сврљига.
Административно припада  подручју Општине  Бела Паланка, која обухвата целовита географска подручја Белопаланачке котлине, које поред  Буџака укључује изворишни облук Црвене реке (односно Ветанску корутину), Коритничку котлину, један део Ђурђевопољске котлине.   Како ова област заузима средишњи део композитне и полигенетске долине Нишаве, често се назив  и Средње Понишавље.
Административно подручје Бела Паланка имало би скоро правилан овалан облик да не штрчи из њега неправилна избочина Белопаланачки буџак. Административном подручју општине Бела Паланка на простору Буџака припадају села:  Козја, Мирановац, Мирановачка Кула, Пајеж, Витановац, Баровац.

## Историја
Географску и историјску специфичност овог подручја одређује и његов гранични положај још од времена Римског царства све до 19. века, када је на територији Белопаланачког буџака постављен гранични прелаз – ђумрук
између Србије и Турске.
После ослобођења од Турака 1877. године ово подручје је ушло у састав Србије и престало да буде гранично.

## Географија
Белопаланачки Буџак који се пружа у правцу југоисток-северозапад са три стране окружен је кречњачким стенама, а са једне флишним наслагама, на којима је развијена површинска хидрографска мрежа река понорница. Због тога се ова област не можемо сврстати у типично крашко поље, јер није са свих страна окружено кречњачким стенама.
Настао је у плиоцену, после отицања котлинских језера, скрашћавањем долине Козјанске реке (притоке Сврљишког неогеног језера), након отварања понора у кречњачкој греди Пандирала.

### Климатска обележја
Белопаланачки буџак као и Средње Понишавље данас има одлике умерено – континенталне климе.  Разлика средњих годишњих температура у односу на суседне области је око 1˚C. Како је Белопаланачки буџак окружен  високим планинским масивима он је заштићен  од наглих продора и смена ваздушних маса. То утиче и на количину падавина у овом подручју.
Највише вредности температуре ваздуха су у јулу, а минималне у јануару. Дневне температурне амплитуде су у белопаланачкој котлини веће за 6 – 8 ˚C од истих у нишкој и пиротској котлини. Јутра су   током лета хладнија за 2 – 4 ˚C.  Просечне годишње температуре у пиротској и  су скоро исте у летњим месецима, док су у зимским бар за један степен више у односу на Нишку котлину и Свељишку котлину, где су зимски месеци увек хладнији, а летњи топлији. Најхладнији месец је јануар са просечном темперетуром од - 0,6 ˚C. Најтоплији је јули месец и тада су   температуре веће (просечно износе 22,9 ˚C).